# Меріс (округ, Міссурі)
Шаблон:StateAbbr_ 38°11′ пн. ш. 91°55′ зх. д. / 38.18° пн. ш. 91.92° зх. д.
Округ  Меріс (англ. Maries County) — округ (графство) у штаті Міссурі, США. Ідентифікатор округу 29125.

## Історія
Округ утворений 1855 року.

## Демографія
За даними перепису 
2000 року 
загальне населення округу становило 8903 осіб, усе сільське.
Серед мешканців округу чоловіків було 4479, а жінок — 4424. В окрузі було 3519 домогосподарств, 2502 родин, які мешкали в 4149 будинках.
Середній розмір родини становив 3.
Віковий розподіл населення поданий у таблиці:
| Стать    | До 15 років | 15-21 | 22-29 | 30-39 | 40-49 | 50-65 | 65-85 | Понад 85 |
| -------- | ----------- | ----- | ----- | ----- | ----- | ----- | ----- | -------- |
| Чоловіки | 1008        | 424   | 373   | 634   | 632   | 783   | 579   | 46       |
| Жінки    | 900         | 377   | 360   | 591   | 614   | 815   | 670   | 97       |

## Суміжні округи
- Осейдж — північ
- Ґасконейд — північний схід
- Фелпс — південний схід
- Пуласкі — південний захід
- Міллер — захід

## Виноски
1. ↑  U.S. Decennial Census. United States Census Bureau. Архів оригіналу за 12 травня 2015. Процитовано 16 листопада 2014.
2. ↑  Historical Census Browser. University of Virginia Library. Архів оригіналу за 11 серпня 2012. Процитовано 16 листопада 2014.
3. ↑  Population of Counties by Decennial Census: 1900 to 1990. United States Census Bureau. Архів оригіналу за 3 грудня 2014. Процитовано 16 листопада 2014.
4. ↑  Census 2000 PHC-T-4. Ranking Tables for Counties: 1990 and 2000 (PDF). United States Census Bureau. Архів оригіналу (PDF) за 18 грудня 2014. Процитовано 16 листопада 2014.
5. ↑  State & County QuickFacts. United States Census Bureau. Архів оригіналу за 7 червня 2011. Процитовано 10 вересня 2013.(англ.) Наведено за англійською вікіпедією.
6. ↑  American FactFinder. Бюро перепису населення США. Архів оригіналу за 26 лютого 2012. Процитовано 31 січня 2008.

| США | Це незавершена стаття з географії США. Ви можете допомогти проєкту, виправивши або дописавши її. |